# Лукьянчиково (Урицкий район)
Лукьянчиково — деревня в Урицком районе Орловской области России.
Входит в состав Архангельского сельского поселения.

## География
Расположена на левом берегу реки Орлица восточнее деревни Кошелёво. На противоположном берегу реки находятся посёлки Володарский и Победитель. Южнее них проходит автомобильная дорога Р-120 (Орёл — Брянск — Смоленск — граница с Республикой Беларусь), до 31 декабря 2017 года называлась А-141.
Через Лукьянчиково проходит просёлочная дорога, образующая улицу Городскую. Просёлочная дорога выходит на внутриобластную автодорогу, где имеется остановка общественного транспорта.

## Население
| 2010 |
| ---- |
| 51   |

## История
Бывшее село Козинки с храмом Рождества Пресвятой Богородицы, построенного в конце XVII века. Храм был полностью разрушен при отступлении немцами во время Великой Отечественной войны.
Новая церковь Николая Чудотворца была построена в деревне в 2021 году.